# Joanna Roos
Joanna Roos (nacida como Dorothy Roos, 11 de enero de 1901–13 de mayo de 1989) fue una actriz y dramaturga estadounidense de Broadway, radio y televisión. Nació en Brooklyn en 1901 y estudió en la Syracuse University así como en la Yvette Guilbert's School de Nueva York y París.

## Primeros años
Roos era hija del Mr. y Mrs. John A. Roos de Upper Montclair, Nueva Jersey. Nació en Brooklyn y su familia se trasladó a Syracuse cuando tenía 10 años. Terminó el bachillerato en Syracuse y se licenció en Filosofía y Letras por la Syracuse University. Ganó dinero para sus gastos universitarios trabajando como taquígrafa en The Post-Standard, un periódico de Syracuse, y haciendo lecturas con compañías itinerantes del Lyceum.
Tras graduarse en la universidad, Roos estudió en la Yvette Guilbert's School of the Theatre.

## Carrera
Roos debutó profesionalmente en el teatro en mayo de 1921 con una representación de The Harlequinade en el Neighborhood Playhouse de la ciudad de Nueva York.
En 1930, Roos interpretó el papel de Sofya Alexandrovna en una representación clásica de la obra de Antón Chéjov Uncle Vanya en el Cort Theatre de Nueva York, una producción que un crítico calificó de "inolvidable". El espectáculo duró 71 representaciones. Sus otros créditos en Broadway incluyen Peer Gynt (1960), Orpheus Descending (1957), Joan of Lorraine (1946), War President (1944), The Trojan Women (1941), Abe Lincoln in Illinois (1938), Daughters of Atreus (1936), Black Widow (1936), Panic (1935), Tight Britches (1934), Life Begins (1932), Little Women (1931), Schoolgirl (1930), Veneer (1929), Grand Street Follies [1928], Lovers and Enemies (1927), Makropoulos Secret (1926), Loggerheads (1925),Grand Street Follies [1924], This Fine-Pretty World (1923), The Player Queen (1923), The Green Ring (1922), y The Idle Inn (1921).
Interpretó el papel de Elizabeth Stallworth en "The House", escrito por Art Wallace, un episodio de 30 minutos de la serie antológica de misterio The Web, emitido en televisión en directo el 29 de agosto de 1954. En 1958, Roos formó parte del reparto de Today Is Ours, un drama de la cadena de televisión NBC.
En la radio, Roos aparecía en Joyce Jordan, M.D. y otras telenovelas.
Se retiró en 1978 de su papel de Sarah Dale Caldwell McCauley en la telenovela Amor a la vida. Había interpretado el papel de 1968 a 1978, lo que supuso su segundo papel en la serie, que se convirtió en su papel más conocido. En 1955-1957, había interpretado originalmente el papel de la compasiva Althea Raven, la primera suegra de la heroína Vanessa Dale.
Fue miembro fundador del New Dramatists Committee. Varias de las obras que escribió para el grupo fueron premiadas.

## Vida personal
Roos estuvo casada con el músico Edmund Rickett.

## Filmografía
| Año  | Título                    | Papel        | Notas |
| ---- | ------------------------- | ------------ | ----- |
| 1956 | Patterns                  | Miss Lanier  |       |
| 1961 | Splendor in the Grass     | Mrs. Stamper |       |
| 1962 | Two Weeks in Another Town | Janet Bark   |       |

## Galería

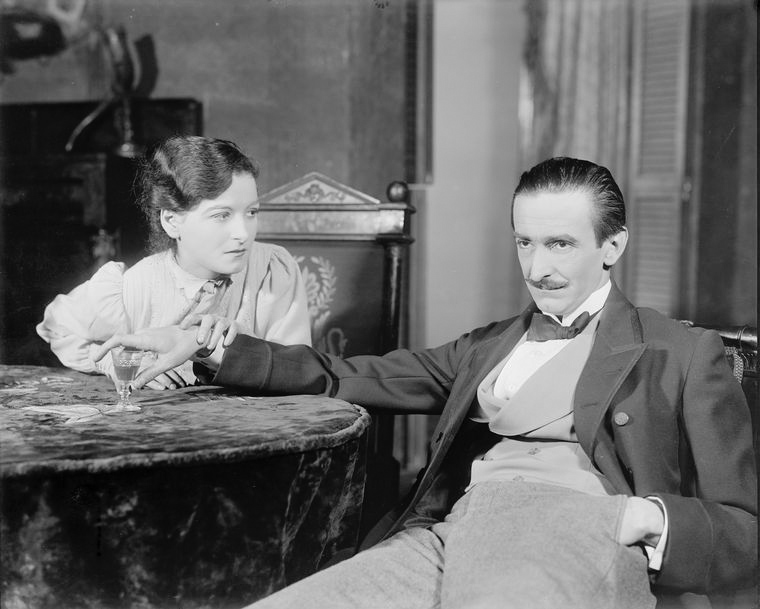
Joanna Roos y el también actor Osgood Perkins durante una representación en 1930 de la obra de Chéjov Uncle Vanya
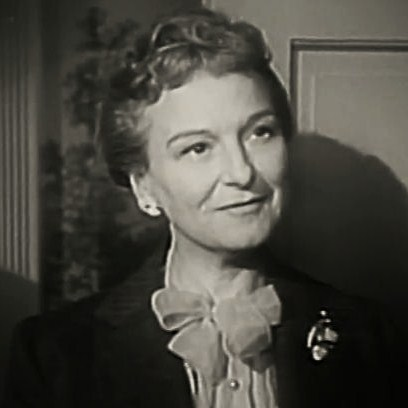
En Patterns